# Horst Effertz
Horst Effertz (Düsseldorf, 4 de agosto de 1938) es un deportista alemán que compitió para la RFA en remo.
Participó en dos Juegos Olímpicos de Verano en los años 1960 y 1964, obteniendo una medalla de oro en Roma 1960 en la prueba de cuatro con timonel. Ganó tres medallas en el Campeonato Europeo de Remo entre los años 1958 y 1964.

## Palmarés internacional
| Representando al Equipo Alemán Unificado |                          |                  |                    |
| Juegos Olímpicos                         |                          |                  |                    |
| Año                                      | Lugar                    | Medalla          | Prueba             |
| 1960                                     | Roma (Italia)            | Medalla de oro   | Cuatro con timonel |
| Representando a la RFA                   |                          |                  |                    |
| Campeonato Europeo                       |                          |                  |                    |
| Año                                      | Lugar                    | Medalla          | Prueba             |
| 1958                                     | Poznań (Polonia)         | Medalla de plata | Dos sin timonel    |
| 1959                                     | Mâcon (Francia)          | Medalla de oro   | Cuatro con timonel |
| 1964                                     | Ámsterdam (Países Bajos) | Medalla de oro   | Cuatro sin timonel |